# Louis Doedel
Louis Alfred Gerardus Doedel (Paramaribo, 26 juli 1905 – aldaar, 10 januari 1980) was een Surinaams vakbondsleider.

## Biografie

### Jeugd en eerste politieke activiteiten
Doedel volgde les aan de ULO. In de jaren 1920 werd hij zich bewust van de armoede, werkloosheid en sociale ongelijkheid in de Surinaamse samenleving. In 1928 vertrok hij op zoek naar meer en beter betaald werk naar Curaçao, waar hij werkte bij de belastingdienst. Op dit eiland ontplooide Doedel zijn eerste politieke activiteiten. In januari 1931 verscheen onder zijn redactie in de nieuwjaarskrant Heil den Lezer een artikel, "Waarheen", dat een aanklacht vormde tegen het koloniale bewind in Suriname. Vanwege zijn politieke activiteiten werd Doedel door het Bestuur van Curaçao ontslagen.

### Surinaams Werklozen Comité
Niet lang na zijn terugkeer in Suriname raakte Doedel betrokken bij de activiteiten van een aantal andere remigranten uit Curaçao die ontevreden waren over het beleid van de overheid ten aanzien van de economische crisis. Op 8 juni 1931 belegden ze een vergadering in de Court Charity aan de Burenstraat. Tijdens deze vergadering werd een Comité van Actie in het leven geroepen. Doedel werd voorzitter van dit Surinaams Werklozen Comité (S.W.C.). Er werd besloten om met ondersteuning van een werklozendemonstratie op 17 juni een petitie met voorstellen voor het creëren van werkgelegenheid aan te bieden aan gouverneur Bram Rutgers. 
De werklozendemonstratie was de eerste grote demonstratie van Suriname. Naar schatting 3.000 mensen namen deel. Gouverneur Rutgers reageerde welwillend op de petitie. In augustus maakte Rutgers een aantal maatregelen bekend ter bestrijding van de werkloosheid. Deze maatregelen waren alleen gericht op de Creoolse bevolking en bestonden uit werkverschaffing in de vorm van een aantal banen in de openbare werken en na de wijzigingen in de goudverordeningen ook werkzaamheden in de goudsector.

### Surinaamse Volksbond
Omdat hiermee het belangrijkste doel van het S.W.C. leek te zijn bereikt, werd de organisatie op 5 augustus door de leden ontbonden. Enkele dagen later werd op 9 augustus 1931 vervolgens de Surinaamse Volksbond (S.V.B.) opgericht, waarvan Doedel wederom voorzitter werd. De bond richtte zich op mensen in de districten. De S.V.B. was al snel ontevreden over de werkwijze van de overheid. Op 28 oktober werd een 'algemene grote volksvergadering van werklozen' in theater Elize (later Luxor) aan de Zwartenhovenbrugstraat georganiseerd. Statenleden Biswamitre, D. Simons en De Miranda, bestuursleden van andere bonden en de pers waren ook aanwezig. Deze vergadering mondde uit in het zogenaamde Hongeroproer, dat twee dagen duurde. Er vonden plunderingen plaats, er werden oproepen gedaan tot stakingen en in Jansenboiti sneden Hindostanen de telefoonverbinding met Paramaribo door. Toen enkele SVB-bestuursleden de volgende dag de menigte probeerden te kalmeren, leidde het weinig tactisch optreden van de politie tot een schietpartij, waarbij een dode en twee gewonden vielen. Een aantal mensen werd vervolgens gearresteerd. Mogelijk onder druk van deze gebeurtenissen liet het Koloniaal Bestuur snel maatregelen nemen zodat werklozen in de goudwinning konden worden tewerkgesteld.

### Surinaamse Algemene Werkers Organisatie en Kantoor voor Algemene Zaken
Iets eerder was op 4 oktober 1931 de Surinaamse Algemene Werkers Organisatie (S.A.W.O.) opgericht met Doedel als voorzitter en Theo de Sanders als tweede man. De S.A.W.O. hield zich sterker dan haar voorgangers met de politiek bezig, ging de socialistische kant op, richtte zich op alle bevolkingsgroepen en vrouwen en benadrukte het belang van scholing en organisatie. De S.A.W.O. stelde de traditie in om op 1 mei de dag van de internationale arbeiderssolidariteit te vieren. 
Op 15 juli 1932 zag het Koloniaal Bestuur de kans om de rechtspersoonlijkheid van de organisatie te ontnemen, vanwege de kritiek die het had geleverd op de kerken. Vervolgens werd het Surinaams Arbeiders Verbond (SAV) opgericht, maar het kon weinig activiteiten ontplooien vanwege het repressieve overheidsbeleid. Deze organisatie stond in contact met Anton de Kom en in december 1932 werd het Surinaams Werklozen Strijd Comité opgericht. Er is weinig bekend over deze twee organisaties en vermoedelijk hing dit samen met de komst van Anton de Kom op 4 januari 1933.
In 1933 zette Doedel een 'Kantoor voor Algemene Zaken' op. Dit organiseerde onder andere een vakliedenbeurs om beter zicht te krijgen op de omvang van de werkloosheid en om te bemiddelen bij werk. In de daaropvolgende jaren gaf Doedel een hele serie pamfletten, manifesten en kranten uit zoals de Banier. Hierin vroeg hij voortdurend aandacht voor de problemen waarmee arbeiders, kleine boeren en werklozen te kampen hadden. Het Koloniaal Bestuur werd in deze geschriften een krachteloos beleid ten aanzien van de economische crisis verweten. 

### Arrestatie en opsluiting
Door zijn politieke activiteiten en geprononceerde stellingname raakte Doedel geregeld in conflict met de koloniale autoriteiten. Toen hij op 29 mei 1937 een bezoek wilde brengen aan gouverneur Johannes Kielstra om deze een petitie aan te bieden omtrent de situatie van de arbeidende bevolking, werd hij gearresteerd en vervolgens ter observatie overgebracht naar de psychiatrische inrichting Wolfenbüttel. Waar Hugo van Vliet, een van de organisatoren van het Hongeroproer, door toedoen van Anton de Kom nog snel kon vrijkomen, had Doedel geen machtige vrienden. Deze Surinaamse strijder tegen armoede en onrecht werd bewust kapotgemaakt. Zijn ‘observatie’ werd niet opgeheven. In een briefje uit 1938 aan de gouverneur Kielstra deed hij nog het verzoek om een stuk grond te mogen bewerken in het district Saramacca, wat erop kan wijzen dat hij mogelijk verwachtte snel weer vrij te komen. Dit briefje werd echter genegeerd omdat hij als 'handelingsonbekwaam' was aangemerkt. Hij zou de rest van zijn leven in vergetelheid slijten in de inrichting: van 1937 tot 1980 zat hij er vast. Er is zeer weinig bekend over de opsluiting van Doedel tijdens deze 43 jaar. Volgens onderzoeker Nizaar Makdoembaks werd hij langzamerhand krankzinnig door zijn levenslange opsluiting. Pas een paar dagen voor zijn overlijden werd hij vrijgelaten. Op een foto van vlak voor zijn dood ziet hij eruit als een vermagerde en verward kijkende oude man. Henk Herrenberg zorgde ervoor dat hij een waardige begrafenis kreeg op de rooms-katholieke begraafplaats aan de Tourtonnelaan in Paramaribo.

## Eerherstel
Na zijn dood werd het Comité 'Eerherstel Louis Doedel' opgericht, dat zich ten doel stelt het geschiedenisonderwijs met betrekking tot Doedel te herzien en zijn naam te laten voortleven. 
Schrijfster Usha Marhè schreef het volgende over de rehabilitatie van Doedel:
Louis Doedel is een van de grondleggers van de Surinaamse vakbeweging. Het zou de Surinaamse vakbonden sieren, als zij het voortouw nemen om Louis Doedel gerehabiliteerd te krijgen. Omdat Doedel een man van het volk was, zouden ze zonder aanziens des persoon hiertoe moeten samenwerken met de bevolking, de regering en het Comité Eerherstel Doedel. Op 26 juli a.s. zou Louis Doedel zijn 105de verjaardag vieren. Nu wij beter weten, moeten wij Doedel de eer bewijzen die hem toekomt.
Op 10 januari 2013 werd een bronzen beeld van Louis Doedel onthuld in Paramaribo. Eerder was in 2010 een borstbeeld geplaatst op de begraafplaats Kolebra Bèrdè op Curaçao door de Stichting Eerherstel Oorlogsslachtoffers Curaçao.

Oud-parlementsvoorzitter Emile Wijntuin schreef in 1998 het boek Louis Doedel, martelaar voor het Surinaamse volk.